# Bruchhausen (Waldbröl)
Bruchhausen ist ein Stadtteil der Stadt Waldbröl im Oberbergischen Kreis im südlichen Nordrhein-Westfalen (Deutschland) innerhalb des Regierungsbezirks Köln.

## Lage und Beschreibung
Der Ort liegt ca. 4,7 km östlich vom Stadtzentrum entfernt und liegt im Grenzgebiet zu Rheinland-Pfalz.

## Geschichte

### Erstnennung
1447 wurde der Ort das erste Mal als Broichhusen urkundlich erwähnt und zwar in einer „Rechnung des Homburger Rentmeister Johann van Flamersfelt.“

## Freizeit

### Wander- und Radwege
Durch Bruchhausen führt der Hauptwanderweg X65 vom Sauerländischen Gebirgsverein von Morsbach nach Schneppe.

## Sehenswürdigkeiten
Bruchhauser Mühle: Sie ist eine ehemalige Öl- und Getreidemühle und wurde 1571 zum ersten Mal erwähnt. Sie ist die letzte „oberbergische“ Mühle, die noch mahlt, heute allerdings elektrisch angetrieben. Das alte Mahlwerk ist noch gut erhalten auch das gesamte Mühleninventar ist noch vorhanden. Daher bietet die Mühle auf drei Stockwerken einen übersichtlichen Einblick in die Geschichte der Technik.